# アメリカミドリヒキガエル
アメリカミドリヒキガエル（亜米利加緑蟇蛙、Bufo debilis）は、ヒキガエル科ヒキガエル属に分類されるカエル。生態系被害防止外来種。別名テキサスミドリヒキガエル。

## 分布
アメリカ合衆国（オクラホマ州、カンザス州、コロラド州、テキサス州、ニューメキシコ州）、メキシコ北部

## 形態
体長3.2-5.4cm。体色は緑色で、背面には不規則な暗色の斑紋が入る。皮膚は疣状の突起で覆われる。
オスの下顎は暗色。

## 亜種
- Bufo debilis debilis　Girard, 1854　　Eastern Green Toad
- Bufo debilis insidior　Girard, 1854　　Western Green Toad

## 生態
乾燥した草原や岩場等に生息する。夜行性で、昼間は岩の下等で休む。危険を感じると、体をより平たくする防御行動を取る。
食性は動物食で、昆虫類や節足動物、甲殻類、陸棲の貝類、ミミズ等を食べる。素早く舌をのばして獲物を捕らえ飲みこむ。
繁殖形態は卵生で、3-9月に水溜り等に卵を産む。降雨量が少ない年は卵を産まず、産卵は翌年以降に持ち越される。

## 人間との関係
ペットとして飼育されることもあり、日本にも輸入されていた。しかし2005年に外来生物法によりヒキガエル属が数種を除いて未判定外来生物に指定され、ヒキガエル属のほとんどの種の輸入が停止した。本種自体は流通量が多く輸入例が確実ということで要注意外来生物には指定されたため流通、飼育に法規制はない。2007年頃は輸入が停止していたが、2015年現在は流通が再開されており、おもに幼体〜亜成体が少なからずペットとして販売されている。